# Catalunya nit
Catalunya nit (fins a agost de 2019 anomenat Catalunya vespre) és un programa informatiu que s'emet per Catalunya Ràdio, entre les 10 del vespre i mitjanit, dirigit per Manel Alías.
Es tracta d'un magazín informatiu d'autor, de dues hores de duració, amb lloc a la reflexió i la mirada serena de l'actualitat, tractant les notícies més importants en profunditat, amb l'anàlisi d'experts i entrevistes que ajudaran a tenir una visió diferent i serena del que ens envolta. El programa es fixa com a objectiu «mantenir el compromís d'explicar tot el que passa, allà on passa i preguntant-se sempre per què passa, tant en informació general com esports».

## Història
El programa començà el 2005 amb el nom de Catalunya vespre i tenia dues hores de duració, de 19 a 21h. Estava presentat per Kílian Sebrià i Òscar Fernández i tenia una primera hora informativa i una segona hora dedicada als esports (anomenada Catalunya vespre esports).
El setembre de 2016, el programa va patir canvis importants. Va mantenir les dues hores de duració, però va canviar d'horari: de 21 a 23h. Kílian Sebrià es mantingué com a presentador, però Òscar Fernández va passar a presentar el Catalunya Migdia i fou rellevat per Sílvia Cóppulo. El programa a més, va perdre l'hora esportiva, i la va substituir per una tertúlia, que dirigí Cóppulo mentre que la primera hora, informativa, l'assumí Sebrià. El programa tenia 62.000 oients diaris l'abril de 2017, una baixada important respecte a fa un any, quan en tenia 117.000. La temporada següent (setembre de 2017) Cóppulo marxa a TV3 i Sebrià assumeix la presentació de tot el programa, que manté horaris i continguts. En quant a audiències, el programa perdé oients l'abril de 2018 (55.000), però al cap d'un any havia recuperat audiència de forma important (96.000 oients diaris l'abril de 2019). Aquesta situació durà fins al setembre de 2019, quan es fitxà Laura Rosel per presentar la part dedicada a la reflexió i l'anàlisi, mentre Sebrià presentaria l'hora més informativa. A més, el programa va canviar de nom: Catalunya nit. L'audiència l'abril de 2020 era de 74.000 oients diaris.
Aquesta situació durà tan sols una temporada: el setembre de 2020, Rosel deixà l'espai per presentar El matí de Catalunya Ràdio. Kílian Sebrià va seguir en la presentació del programa, que va perdre una hora i va passar a emetre's de 21 a 22h. L'audiència segueix descendint i és de 35.000 oients diaris l'abril de 2021. El setembre de 2022 el programa passà a emetre's de 22 a 23h i es va transformar en un informatiu d'autor. L'audiència augmenta, i l'abril de 2023, el programa té 62.000 oients diaris. El setembre de 2023, Sebrià deixa la presentació del programa després de 21 temporades, i és substituït per Manel Alías, que manté l'essència del programa. A partir del setembre de 2024, el programa augmenta la seva duració a dues hores (de 22h a mitjanit). L'abril de 2025 té una audiència diària de 91.000 oients, el doble que fa un any.

## Premis i reconeixements
- Premi Ondas 2010 al «millor tractament informatiu per la cobertura especial de les nevades del mes de març». La programació especial va començar a les quatre de la tarda del dilluns 8 de març dins del programa El secret, i va oferir informació continuada amb el Catalunya vespre de l'excepcional nevada que va provocar afectacions en el transport i el subministrament elèctric.[16]

- Premi Nacional de Radiodifusió 2014, per «mantenir la qualitat i el rigor informatiu en un context d'ajustos i de reducció de recursos humans i materials». El jurat ha valorat dels Serveis Informatius de Catalunya Ràdio el seu compromís històric i la pluralitat mostrats durant més de 30 anys d'activitat. Va recollir el guardó Francesc Cano, com a cap d'Informatius de l'emissora.[17]
- Premi Salvador Escamilla (2016) atorgat per l'Acadèmia Catalana de les Arts i Ciències de la Ràdio.[18]

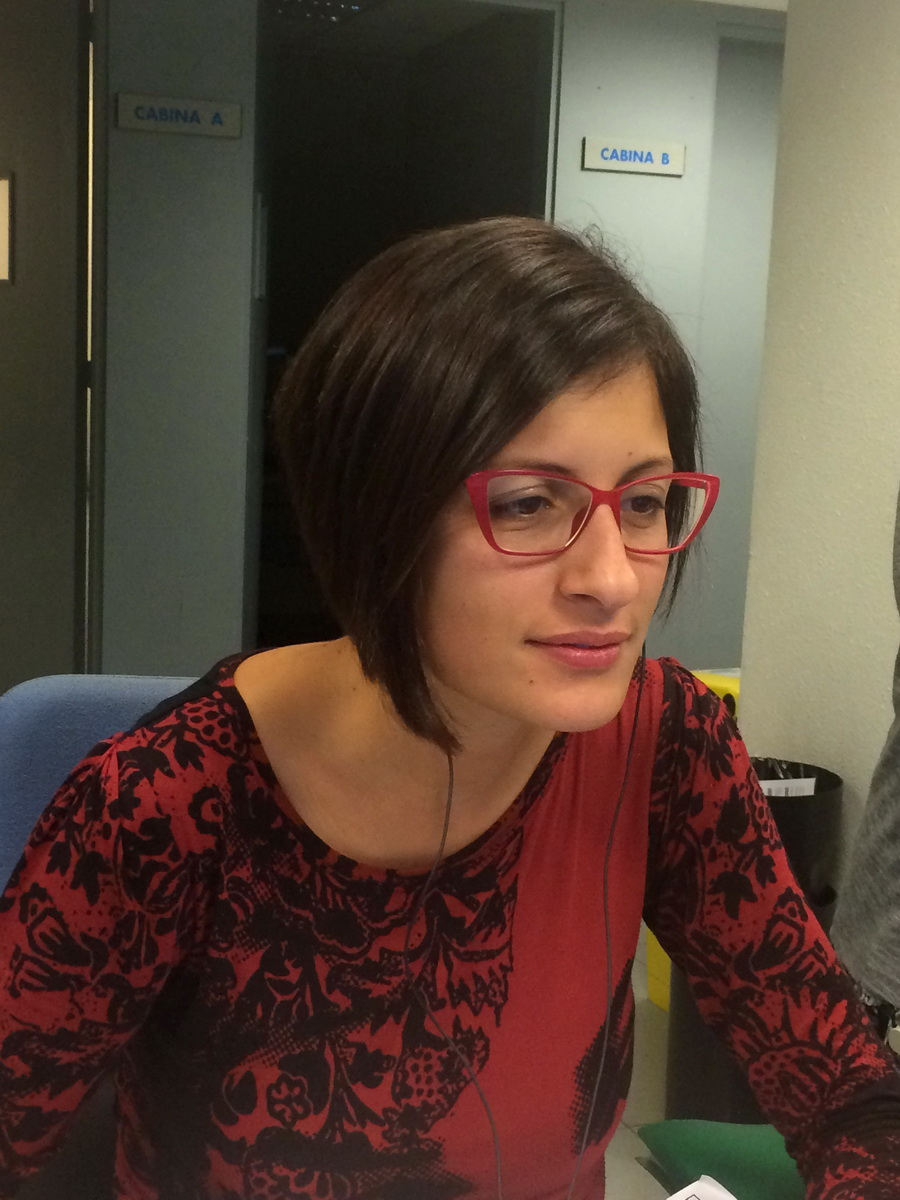
Vanessa Carrión
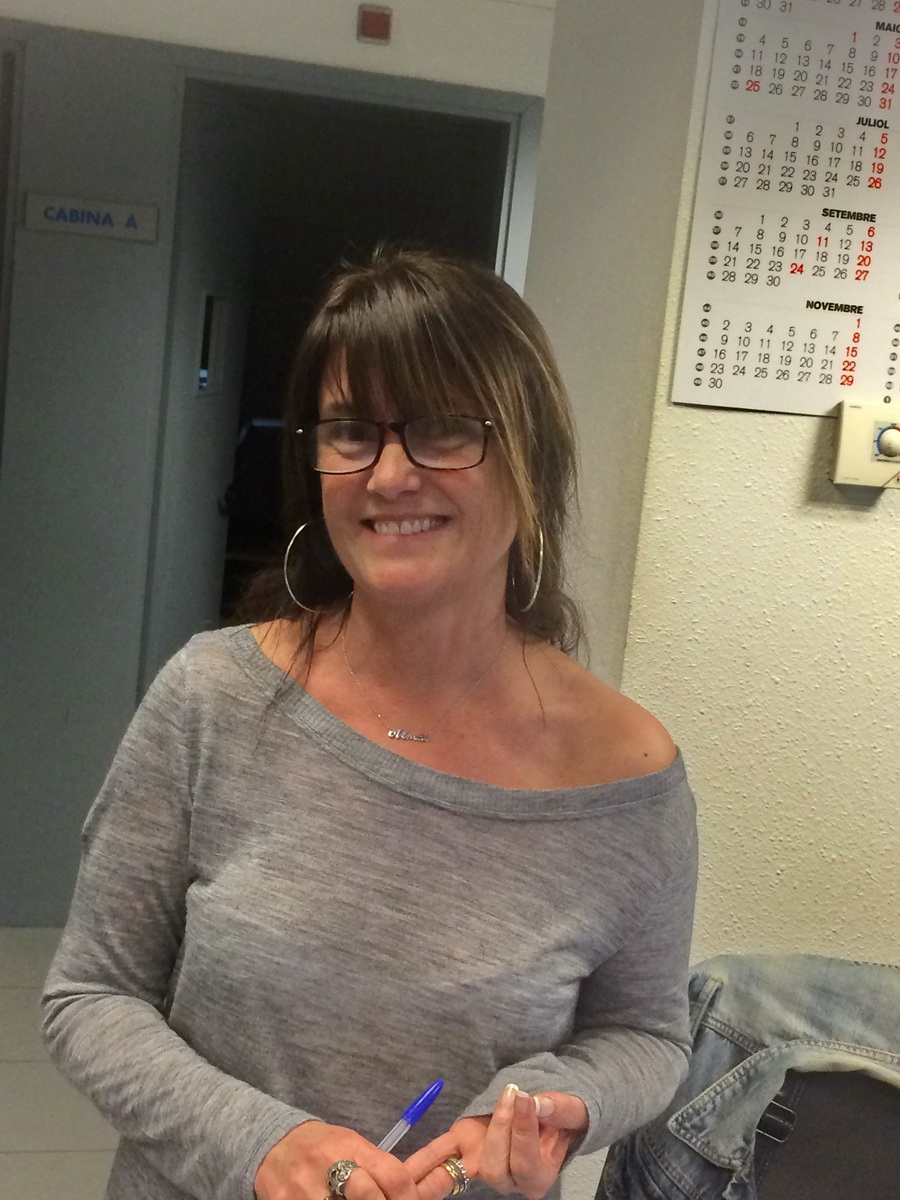
Montse Cuadreny
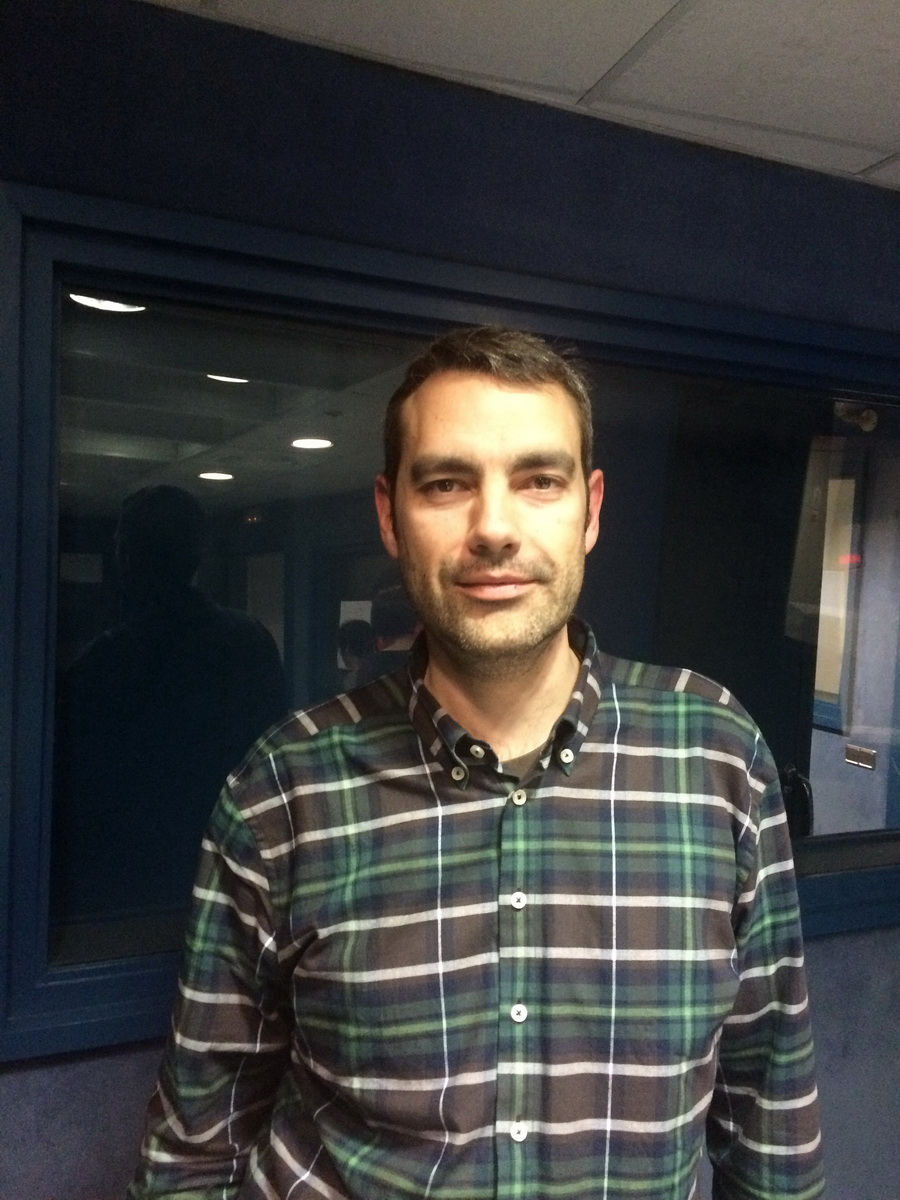
Òscar Fernández